# Rock the Night: The Very Best of Europe
Rock the Night: The Very Best of Europe är ett samlingsalbum med bandet Europes bästa låtarna från 1983 års Seven Doors Hotel till Prisoners In Paradise (1992) 

## Låtlista
CD 1
1. Rock The Night 4:05 J. Tempest
2. Superstitious 4:33 J. Tempest
3. I'll Cry For You 3:58 Acoustic version J. Tempest-N. Graham
4. Cherokee 4:11 J. Tempest
5. Stormwind 4:29 J. Tempest
6. Sweet Love Child 4:57 Single B-sideJ. Tempest-K. Marcello-M. Michaeli
7. In The Future To Come 5:01 J. Tempest,
8. Here Comes The Night Outtake from "Prisoners In Paradise session, J. Tempest
9. Sign Of The Time 4:11 J. Tempest
10. Dreamer 4:26 J. Tempest
11. Seventh Sign J. Tempest-K. Marcello-M. Michaeli
12. Yesterday's News 5:26 Tempest-K. Marcello- J. Levén-I. Haugland-M. Michaeli
13. Got Your Mind In A Gutter 4:59 J. Tempest-B. Hill-K. Marcello
14. Ready Or Not? 4:05 J. Tempest
15. Aphasia 2:30 (instrumental solo by Norum) J. Norum
16. Time Has Come 4:31 (Live at Solnahallen, Stockholm, 1986) J. Tempest

CD 2
1. The Final Countdown 5:10 J. Tempest
2. Halfway To Heaven 4:07 J. Tempest-J. Vallance
3. Open Your Heart 4:05 J. Tempest
4. Long Time Coming 3:55 (single B-side) J. Tempest-K. Marcello
5. Mr. Government Man 3:36 (outtake from "Prisoners In Paradise" session)J. Tempest-B. Hill
6. Carrie 4:29 J. Tempest-M. Michaeli)
7. Seven Doors Hotel 5:03 (single B-side) J. Tempest
8. Girl From Lebanon 4:21 J. Tempest
9. The King Will Return 5:34 J. Tempest
10. More Then Meets The Eye 3:20 J. Tempest-M. Michaeli-K. Marcello
11. Prisoners In Paradise 5:33 J. Tempest
12. Wings Of Tomorrow 3:57 J. Tempest
13. On Broken Wings 3:44 J. Tempest
14. Scream Of Anger 4:04 J. Tempest-M. Jacobs
15. Heart Of Stone 3:46 J. Tempest
16. Let The Good Times Rock (live at Ahoy Stadium, Rotterdam, 1989) J. Tempest